# 摂政時代
摂政時代（せっしょうじだい、英語: Regency era、Regency periodまたは単にRegency）は、イギリスにおいてジョージ3世が統治不能に陥り、息子の王太子ジョージが摂政王太子として統治した時期を指す。ジョージ3世が1820年に崩御すると、摂政王太子はジョージ4世として即位した。「摂政時代」は正式な摂政時期である1811年から1820年までのほか、より広くジョージ3世の治世の後半である1795年からジョージ4世の跡を継いだウィリアム4世が崩御する1837年を指すこともある。その場合にはジョージ4世とウィリアム4世の治世も摂政時代に含まれる。摂政時代にはイギリスの建築、文学、ファッション、政治、文化で特徴的なトレンドが見られた。摂政時代は1837年にウィリアム4世が死去、ヴィクトリア女王が即位したことで終結した。

## 摂政時代の社会
摂政時代はその美術と建築の優雅さ、および両領域における業績で知られている。この時代は社会、政治、経済における大変革の時期であり、ナポレオン・ボナパルトなどとの戦争は本国とヨーロッパ諸国の経済と政治に影響を与えた。ナポレオン戦争に伴う殺戮があったが、同時に文化的に大きく進歩した上品な時代とされ、イギリス全体の社会構造を変えた。
摂政王太子（後のジョージ4世）自身も美術と建築のパトロンであった。小規模な文化的ルネサンスのなか、イギリスの上流社会は開花した。摂政王太子は美術における偉大なパトロンの1人として、美麗で異国風なブライトン・パビリオンの建造と改装に莫大な資金を投じた。建築では飾りたてたカールトン・ハウスなど多くの建物の建造に投資した（ジョン・ナッシュ、ジェームズ・バートン、デシマス・バートンも参照）。摂政王太子、後に国王の派手好きで王室経費は使い果たされ、やがて国庫からも金銭を出す羽目となった。
この時期のイングランドの美しさとファッションとは裏腹に、イギリスの社会は高度に階級化されたものになり、社会の暗部となっていた。ロンドンのより富裕でない、薄汚い地域では盗み、情事、ギャンブル、「集団繁殖地」の存在（スラムの意）、酒浸りの人々、などが横行した。人口も大幅に上昇し、1801年時点で100万にちょうど満たなかった人口が1820年には125万ほどになっていた。この人口増は混乱でありながら、流動的な、活気のみなぎる情勢を作り出した。ロバート・サウジーによると、社会階層の差はすさまじいものだった。

摂政時代の社会の魅力、華々しさとその裏にある卑しさ、汚さは明確な対照となった。貧困への対策はほんのわずかしかなかった。ジョージ3世の隠居後の摂政時代において、より敬虔で保守的な社会は終わり、より軽薄な、見栄っ張りな社会に取って代わられた。この変遷は摂政王太子自身による影響であり、彼は政治と軍事から完全に隔離された。しかし、王太子の活力がポジティブな方向性になることはなく、そのはけ口はただ享楽と、父への反抗に向けられた。

これらの変遷を推進したのは金や青年期の反抗心だけでなく、技術の進歩もあった。1814年、タイムズ紙が蒸気式の印刷機を採用した結果、1時間ごとに200部も印刷できなかったのが5倍以上の1,100部まで上がり、生産能力と需要が大幅に上昇した。蒸気式の印刷機を採用したことで、出版社は当時大人気な社交界小説で金持ちや貴族の物語、噂話、見せびらかし話などを広めることができた。時にはそれらの物語の主人公を（あまり秘密的でない風に）ほのめかした。社会階層の大きな裂け目により、下流の市民は上流社会を現実に存在するが手の届かない存在として認識しつつ、奇妙で空想的なフィクションとみなした。

## 摂政時代の事件
1811プリンス・オブ・ウェールズジョージ・オーガスタス・フレデリックは摂政に就任、以降9年間その位に留まり、摂政王太子として知られるようになる。ジョージアン時代の一期間である（正式な）摂政時代の始まりとなった。ウェリントン公爵が半島戦争のフエンテス・デ・オニョロの戦いとアルブエラの戦いで勝利。6月19日の21時、摂政王太子はカールトン・ハウスで摂政就任の祝祭を行った。ラッダイト運動がおこる。グラスゴーで織工が暴動。
1812スペンサー・パーシヴァルが庶民院で暗殺される。エルギン・マーブルの輸送が終わる。サラ・シドンズ引退。海運と領土をめぐる紛争により、イギリスとアメリカの間で米英戦争が勃発。イギリス軍がサラマンカの戦いでフランス軍に勝利。ガス会社（ガス・ライト・アンド・コーク・カンパニー）設立。チャールズ・ディケンズ誕生。
1813ジェーン・オースティンの『高慢と偏見』出版。ウィリアム・ヘドリーの蒸気機関車パッフィング・ビリーが試験運転に成功。クエーカーで監獄の改革者であるエリザベス・フライによるニューゲート監獄の改革が始まる。ロバート・サウジーが桂冠詩人になる。
1814第六次対仏大同盟がフランスに侵攻した後、パリ条約で講和した。ナポレオンは退位、エルバ島に流刑となる。ウェリントン侯爵がロンドンのバーリントン・ハウスで公爵に叙される。イギリス軍がワシントンを焼き討ちにし、ホワイトハウスが焼かれる。最後のテムズ川の氷上フェアが行われ、以降テムズ川が氷結することはなかった。ロンドンの市街地でガス灯が導入される。
1815ナポレオン・ボナパルトの百日天下が第七次対仏大同盟とのワーテルローの戦いに敗れ、ナポレオンはセントヘレナ島へ流罪となる。穀物法の施行により穀物の輸入が規制される。ハンフリー・デービーが炭鉱工の安全灯（デービー灯）の特許を取得。ジョン・ラウドン・マクアダムの道路工事の手法が採用される。
1816所得税廃止。インドネシアの火山噴火により、「夏のない年」がおこる。メアリー・シェリーが『フランケンシュタイン』を書く。ウィリアム・コベットが新聞をパンフレットとして出版。イギリスがインドネシアをオランダに返還。ロンドンのリージェンツ運河建築工事の第1段階が始まる。洒落者ブランメルが債権者から逃避してフランスへ逃亡。
1817アントナン・カレームがブライトンにあるロイヤル・パビリオンで摂政王太子のための宴を振舞った。シャーロット王女が出産の合併症で死去、産科学の慣習が変わるきっかけを作った。エルギン・マーブルが大英博物館で展示される。ウィリアム・ブライ中将死去。
1818シャーロット王妃がキューで死去。マンチェスターの綿織工がストライキを行う。鉛坑夫とダラム主教の部下がウェアデールにおける猟権をめぐってスタンホープで暴動。ピカデリーサーカス建設。
1819ピータールーの虐殺。アレクサンドリナ・ヴィクトリア王女（後のヴィクトリア女王）の洗礼式がケンジントン宮殿で行われる。ウォルター・スコットの『アイヴァンホー』出版。トーマス・ラッフルズがシンガポールを創設。蒸気船による初の大西洋横断がサバンナによって行われる（ジョージア州サバンナからリヴァプールまで）。
1820ジョージ3世死去、摂政王太子がジョージ4世として国王に即位。貴族院がジョージ4世とキャロライン王妃の離婚を許可する法案を通過させたが、大衆の圧力で廃案になる。ジョン・コンスタブルが『乾草の車』を描き始める。カト・ストリートの陰謀が失敗。王立天文学会設立。ミロのヴィーナス発見。

## 場所

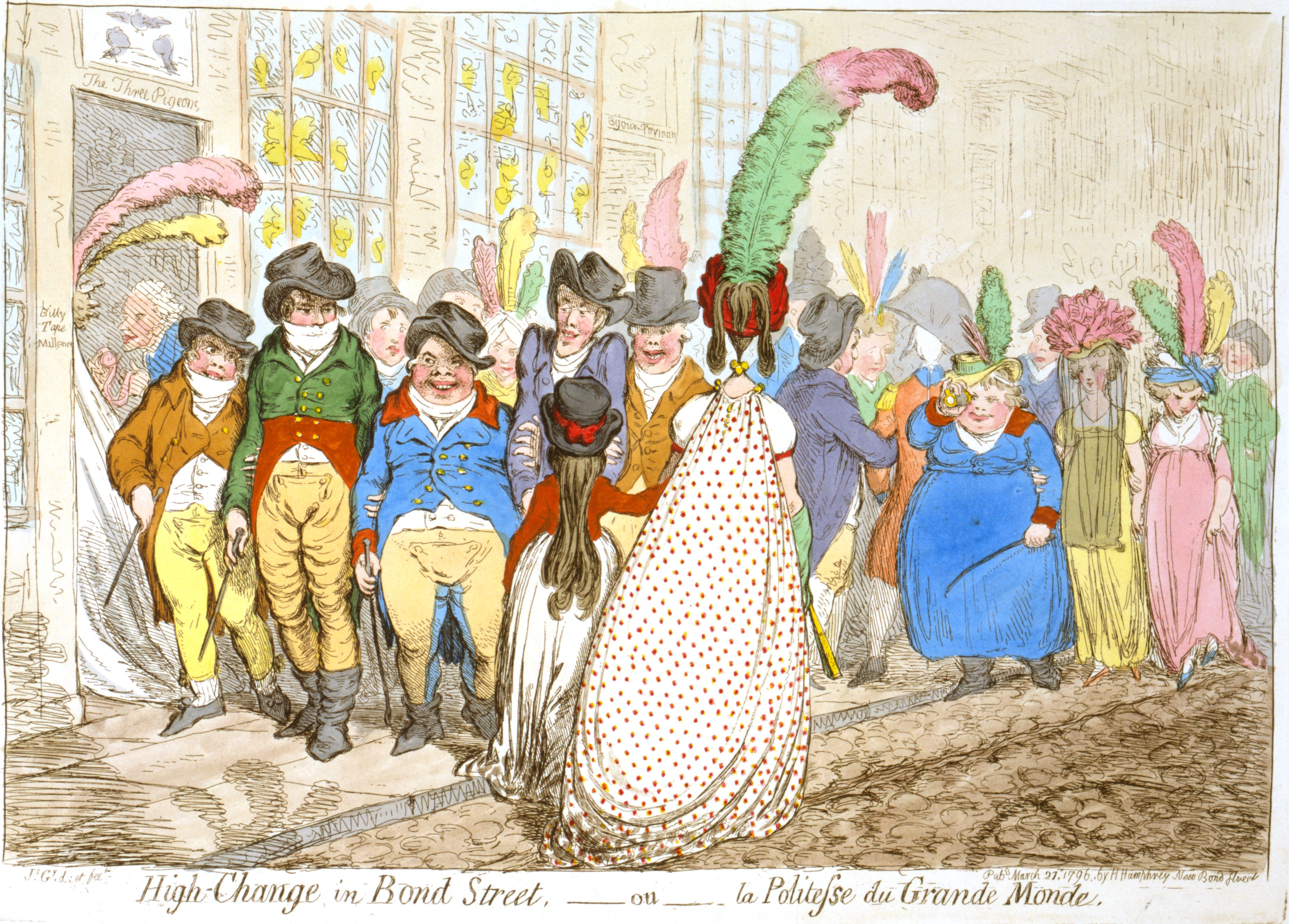
ボンド街の変化、ジェームズ・ギルレイ作、1795年。

下記は摂政時代と関連する場所の一覧である。
- アデルフィ座（英語版）[6]
- アルマクズ（英語版） - ロンドンのクラブ
- アンジェローズ（Angelo's - フェンシングのパーラー
- アストリーズ野外劇場（英語版）
- アッティンガム・パーク（Attingham Park）[7]
- バース
- ロイヤル・パビリオン
- ブライトン・アンド・ホヴ
- ブルックズ（英語版） - 紳士クラブ
- バーリントン・アーケード（英語版）
- ベリー・セント・エドマンズ（英語版）
- カールトン・ハウス
- セント・ジェームズ・チャペル・ロイヤル
- チェルトナム
- 巡回図書館（1801年 - 1825年）[8]
- コヴェント・ガーデン
- ロンドン・ドックズ（英語版）の税関事務所
- ドンカスター・レーズス（Doncaster Races）[9]
- ドルリー・レーン
- フローリス・オブ・ロンドン（英語版）
- フォートナム&メイソン
- グレトナ・グリーン[10]
- ジャクソン紳士のサロン - ベアナックル・ボクシングのチャンピオンジョン・ジャクソン（英語版）による、ボクサーのパーラー
- ハッチャーズ
- ヘイマーケット劇場（英語版）
- ヒズ・マジェスティーズ劇場
- ホランド・ハウス
- 国会議事堂
- ハイド・パーク
- ジャーミン・ストリート（英語版）
- ケンジントン・ガーデンズ[11]
- キング・オブ・クラブズ（英語版）
- ロンドンの紳士クラブの一覧（英語版）
- ロイズ・オブ・ロンドン
- ロンドン・ドックズ（英語版）
- ロンドン・インスティテューション（英語版）
- ロンドン郵便局[10]
- ライム・リージス（英語版）
- マーシャルシー（英語版） - 1811年に閉鎖された刑務所。同年に元ホワイト・ライオン刑務所の場所に移転。主に債務者の監獄であったが、治安妨害者や政治犯も入れられた。
- メイフェア
- ニューゲート監獄
- ニューマーケット競馬場
- オールド・ベイリー（英語版） - 裁判所
- 旧ボンド・ストリート（英語版）（現ボンド・ストリートの南部）
- オペラ・ハウス[12]
- ペル・メル
- ザ・パンテオン（英語版）
- ラニラ・ガーデンズ（英語版）
- リージェンツ・パーク
- リージェント・ストリート
- 王立サーカス（英語版）[12]
- ロイヤル・オペラ・ハウス
- ロンドンの王立公園（英語版）
- ランデル&ブリッジ（英語版） - 宝飾品会社
- サヴィル・ロウ
- セント・ジョージズ（英語版）
- セント・ジェームズ（英語版）
- バース、シドニー・ガーデンズ[11]
- セント・ジェームズ・パーク、テンプル・オブ・コンコード（Temple of Concord）
- タッターソールス（英語版）
- テムズトンネル
- ロイヤル・タンブリッジ・ウェルズ（英語版）
- ヴォクソール・ガーデンズ
- ウエスト・エンド・オブ・ロンドン
- ワッティアーズ（英語版） - 紳士クラブ
- ホワイトズ（英語版） - 紳士クラブ

## 人物

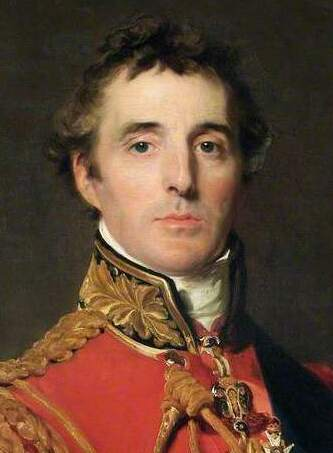
初代ウェリントン公爵アーサー・ウェルズリー、トーマス・ローレンス作、1814年。

下記は摂政時代において重要と思われる、ウィキペディアにおいて単独記事のある人物の一覧である。

## 新聞、パンフレット、出版物
- 『アッカーマンズ・レポジトリ（英語版）』
- 『ザ・ジェントルマンズ・マガジン（英語版）』
- 1750年から1820年までのイギリスのジャーナリスト[13]
- 摂政時代の新聞[14]
- タイムズ
- オブザーバー
- 週刊新聞『ポリティカル・レジスター』（Political Register）、ウィリアム・コベット出版
- 『ラ・ベル・アサンブリー（英語版）』

## 大衆文化におけるイギリス摂政時代

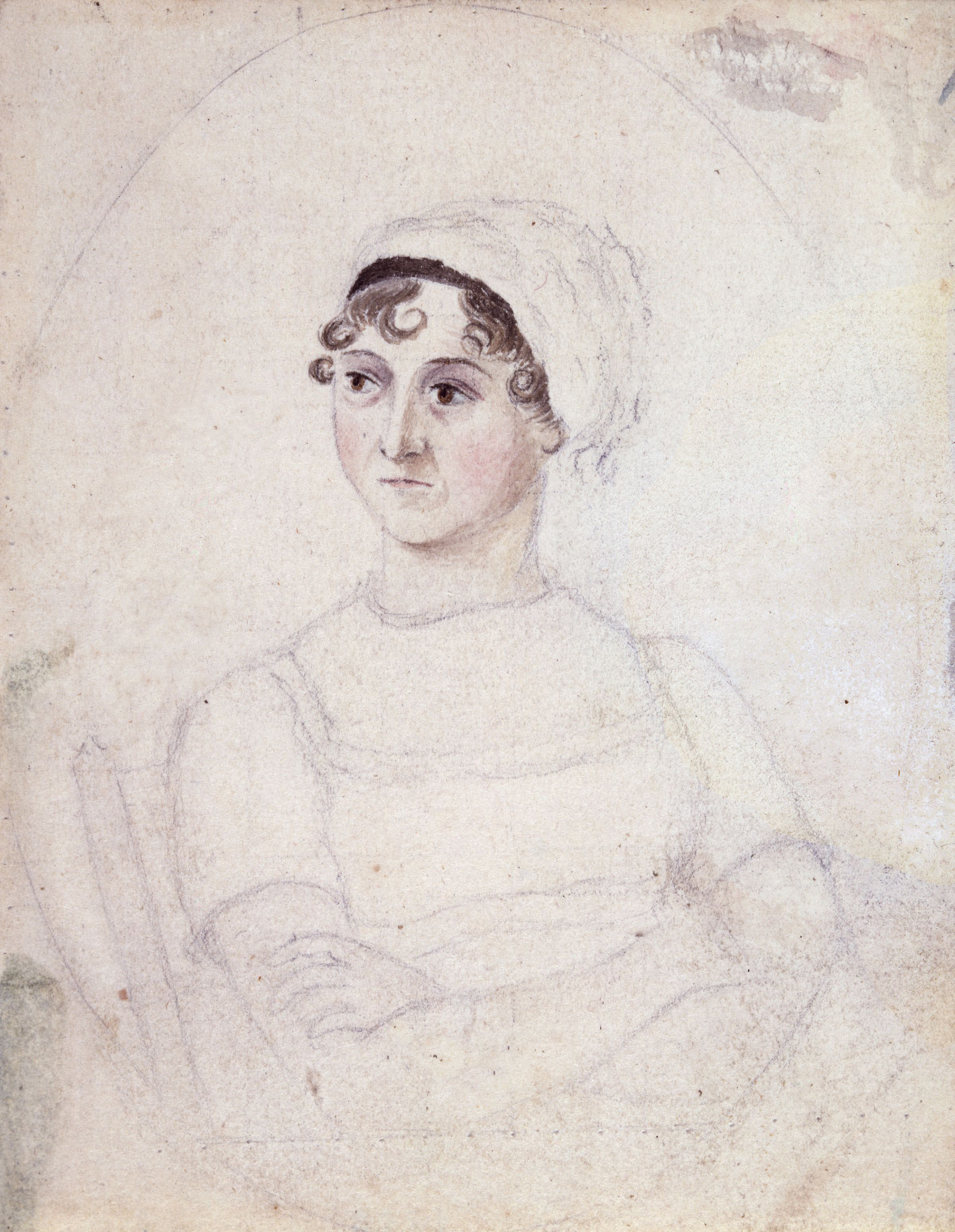
ジェーン・オースティン、姉のカサンドラが鉛筆と水彩で描いた肖像画、1810年作。

- 英国万歳!
- 摂政時代の再現（英語版）
- 摂政時代の小説（英語版）
- 摂政時代ロマンス（英語版）
- 大衆文化におけるジェーン・オースティン（英語版）
- リパブリック・オブ・ペンバリー（英語版）
- 英国放送協会のコメディドラマブラックアダーの第3シリーズ（英語版）は摂政時代を舞台とする。
- 映画とコスチューム・ドラマにおけるイギリスの摂政時代[15]

## イギリス摂政時代の画像

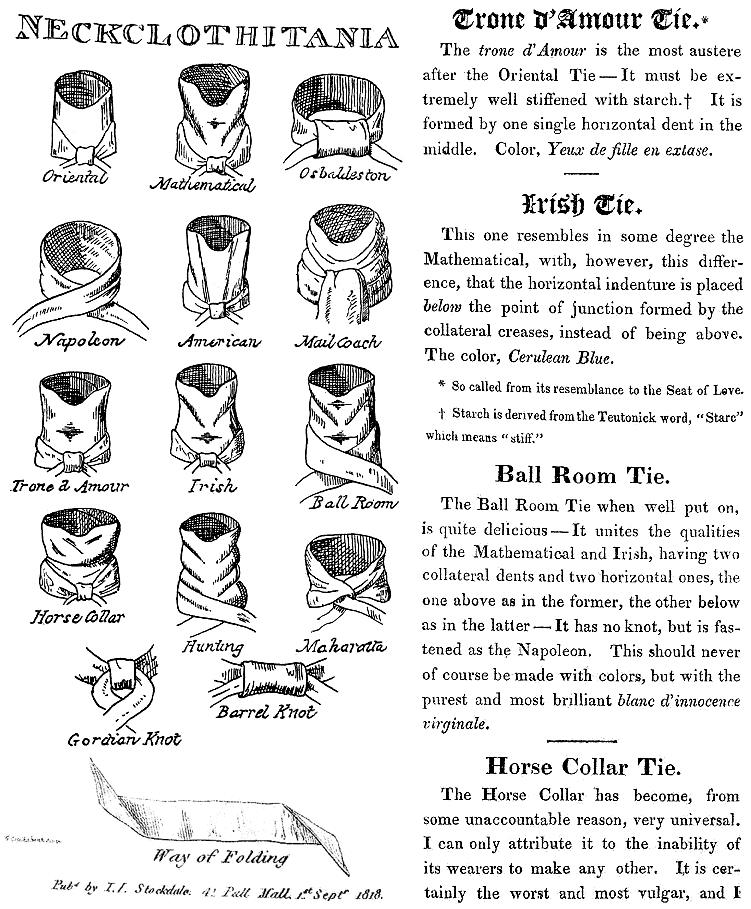
ネクロシタニア、1818年
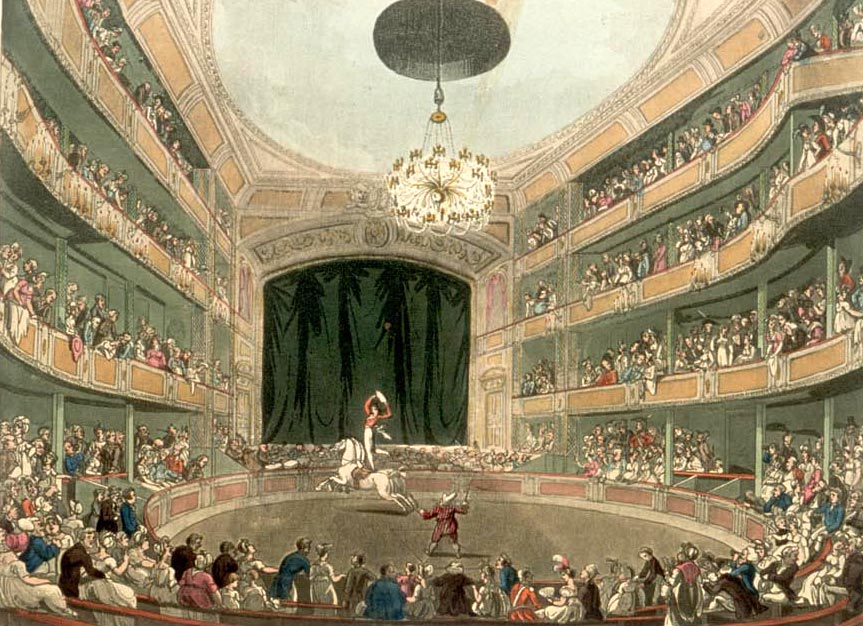
アストリーズ野外劇場、1808年-1811年
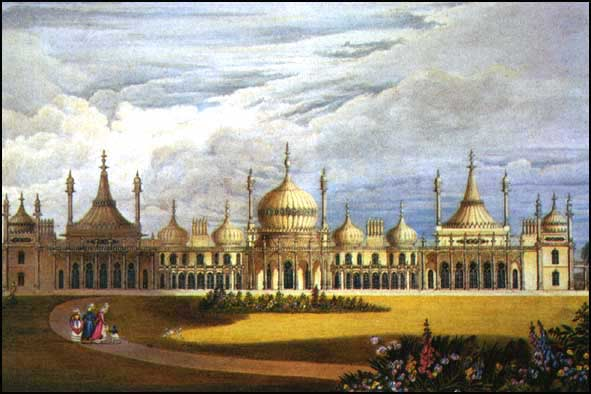
ブライトン・パビリオン、1826年
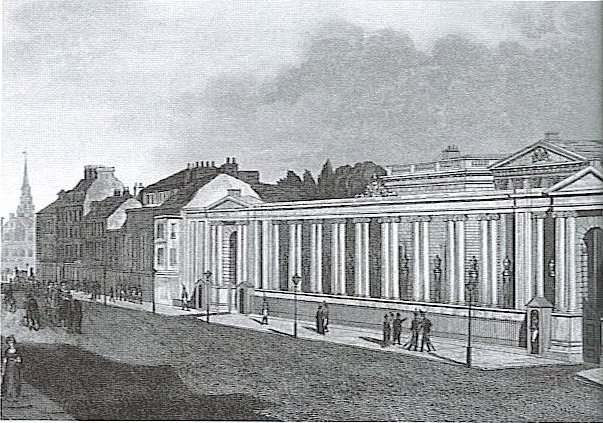
カールトン・ハウス、ペル・メル・ロンドン。
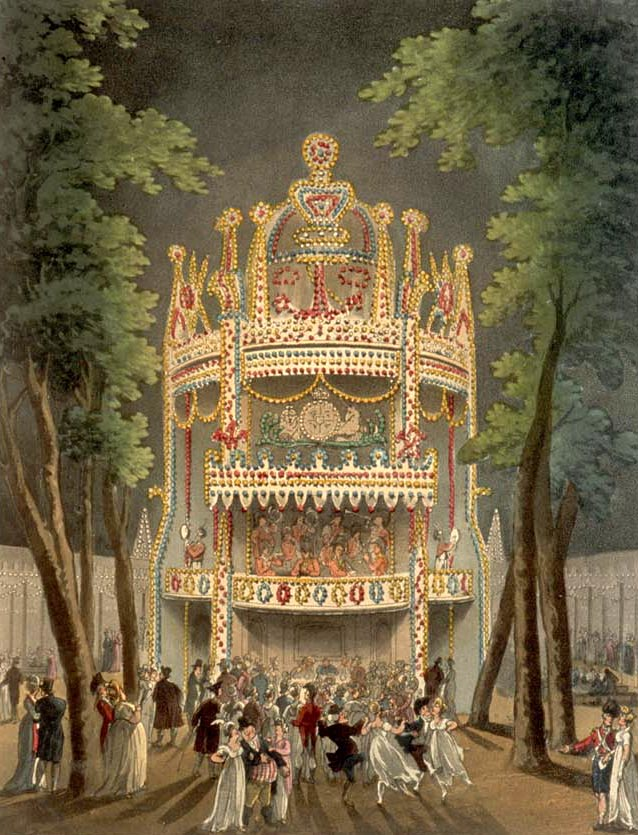
ヴォクソール・ガーデンズ、1808年-1811年
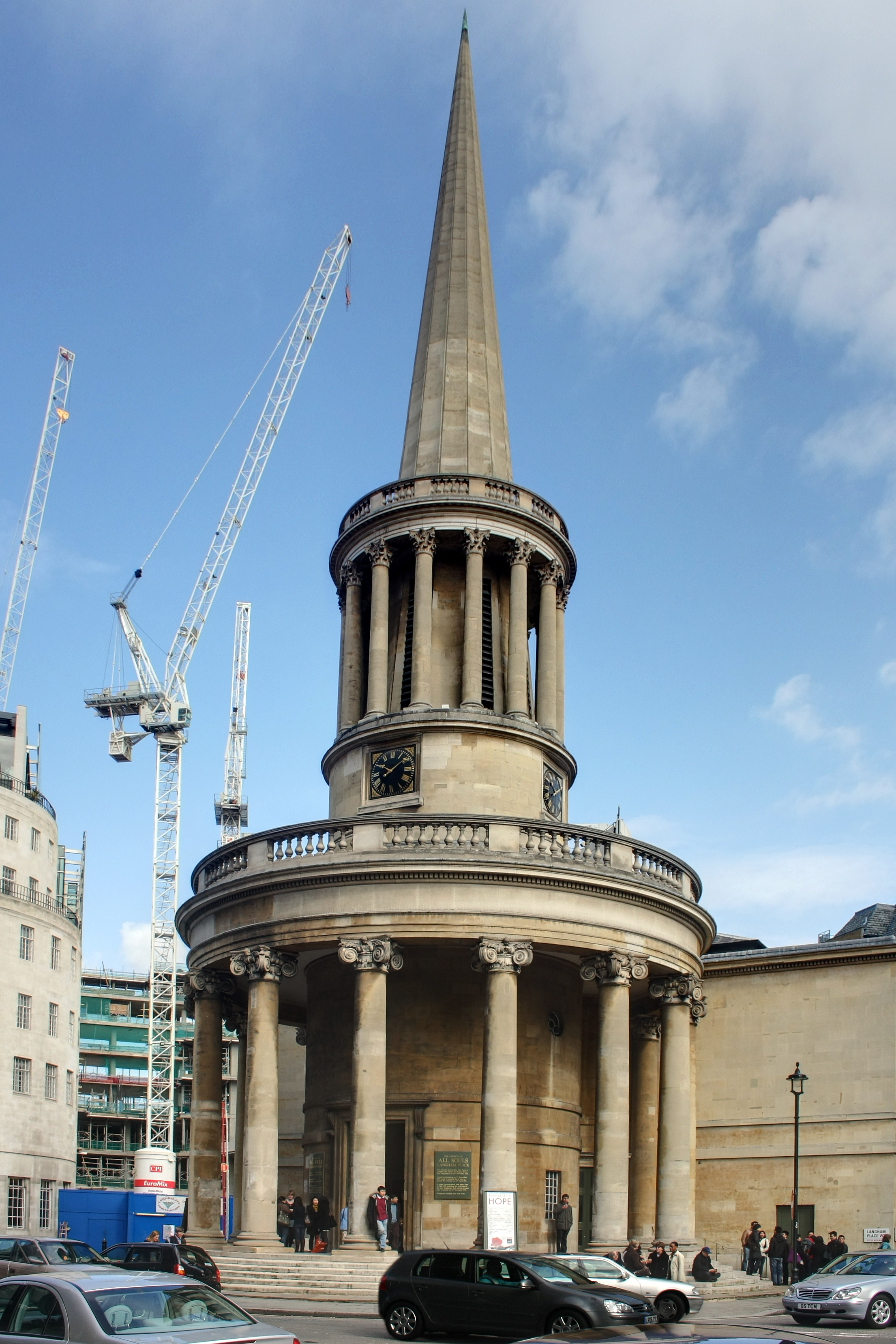
オール・ソールズ教会、建築家のジョン・ナッシュ、1823年
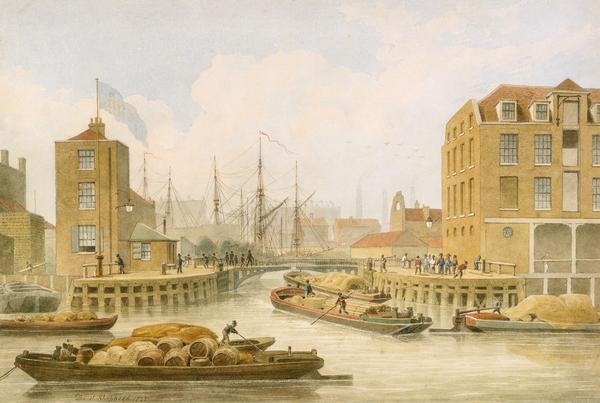
リージェンツ・カナール、ライムハウス、1823年
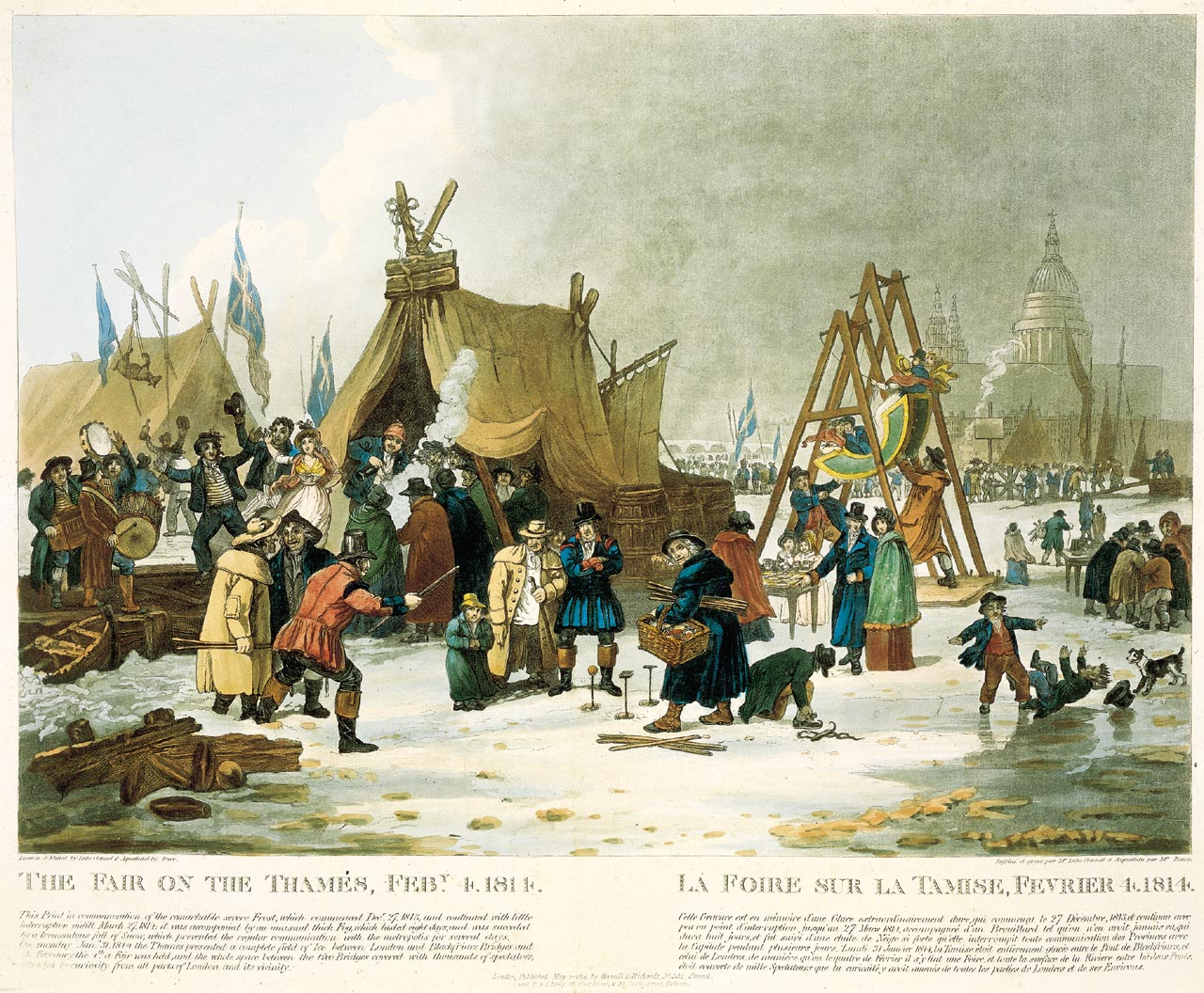
フロスト・フェア、テムズ川、1814年
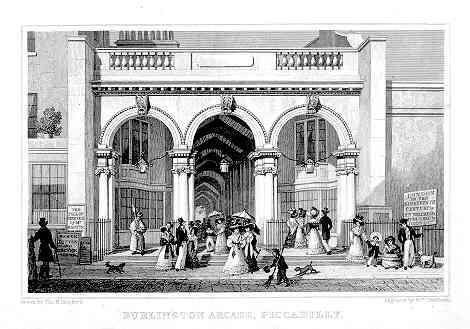
バーリントン・アーケードのピカデリー門、1819年
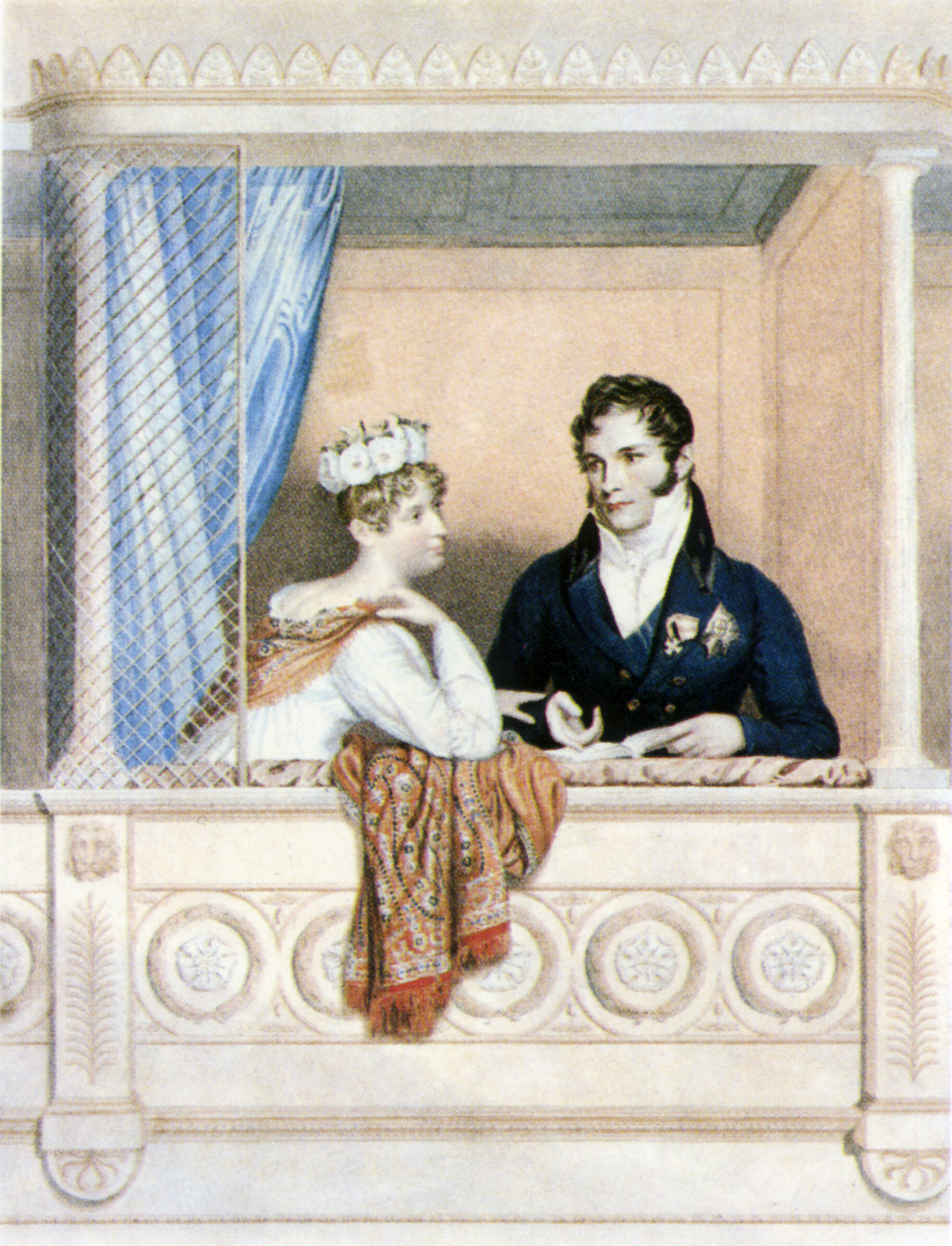
シャーロット・オーガスタ・オブ・ウェールズ王女とレオポルド1世、1817年
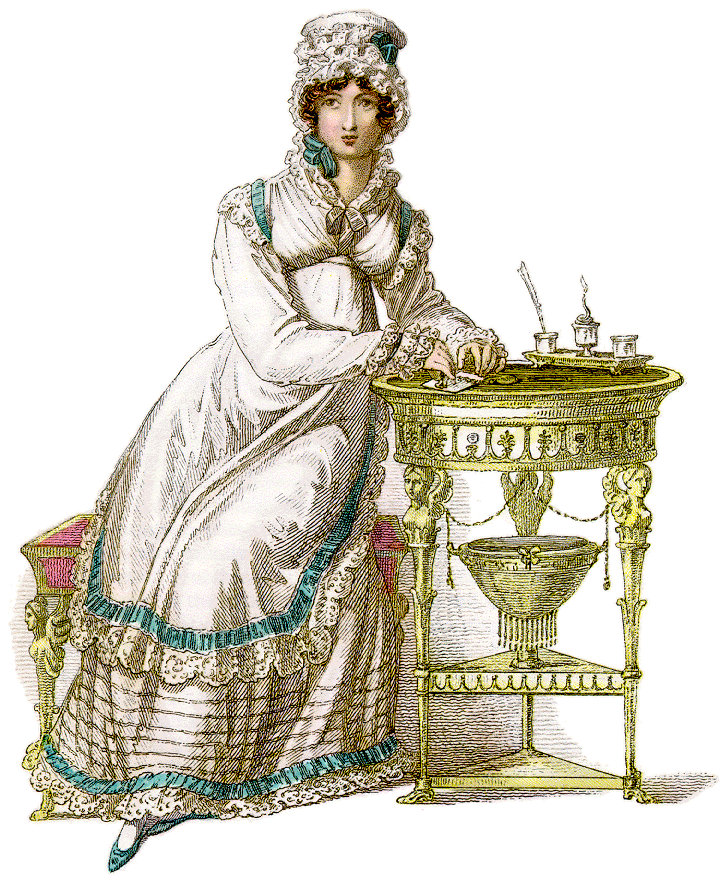
モーニングドレス、アッカーマン、1820年
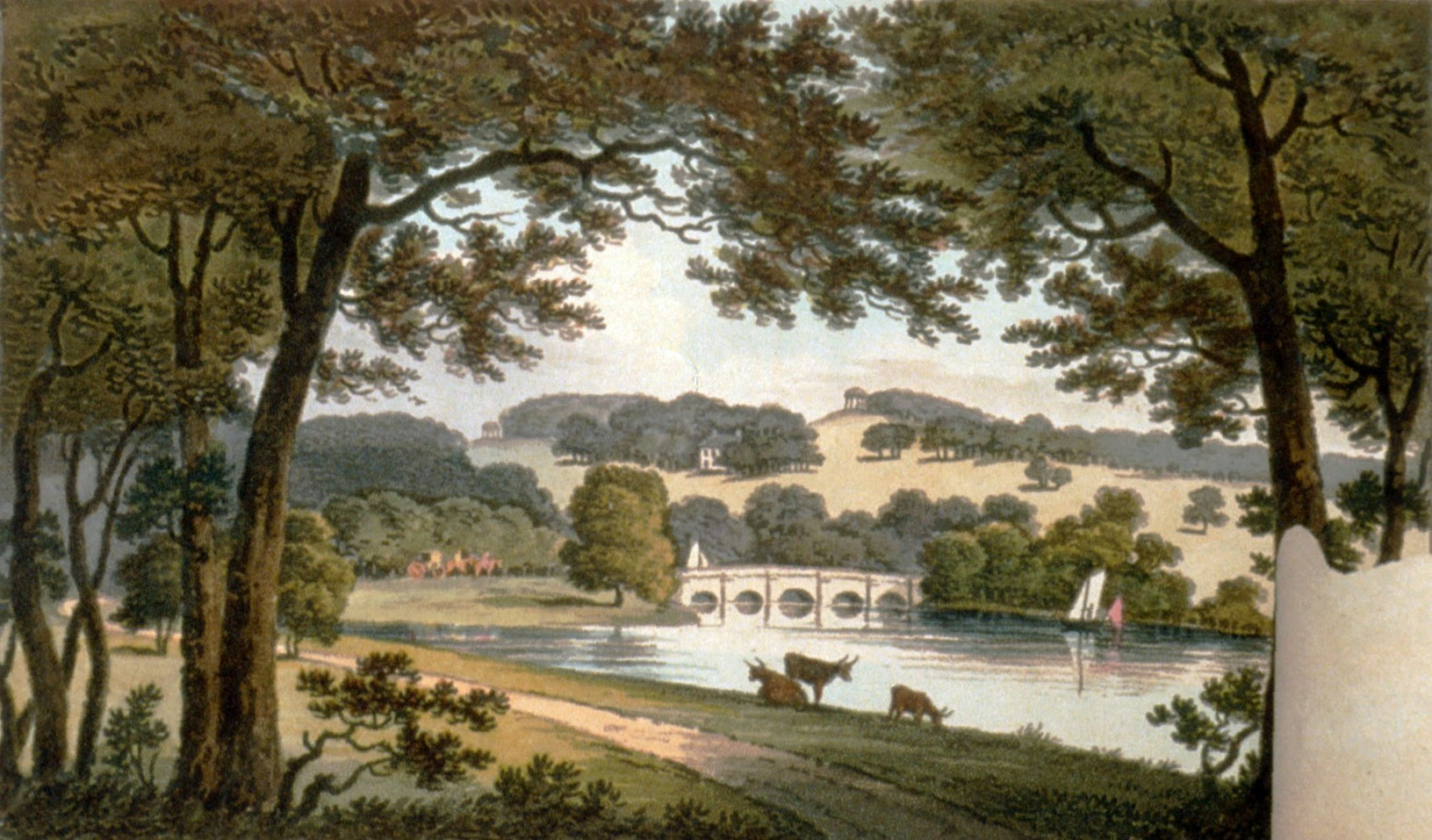
ウェントワースの川、ハンフリー・レプトン、1752年-1818年
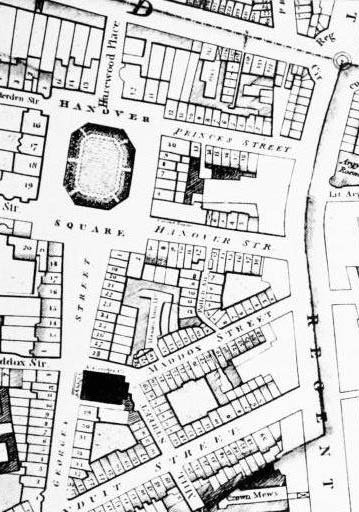
ハノーヴァー・スクエア、ホルウッド・マップ、1819年
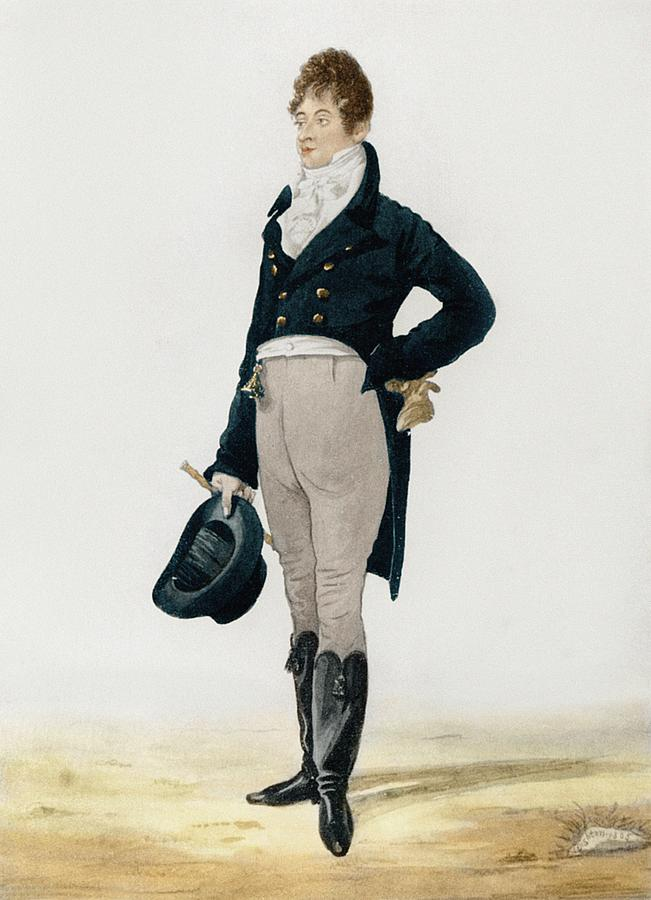
洒落者ブランメル、1805年
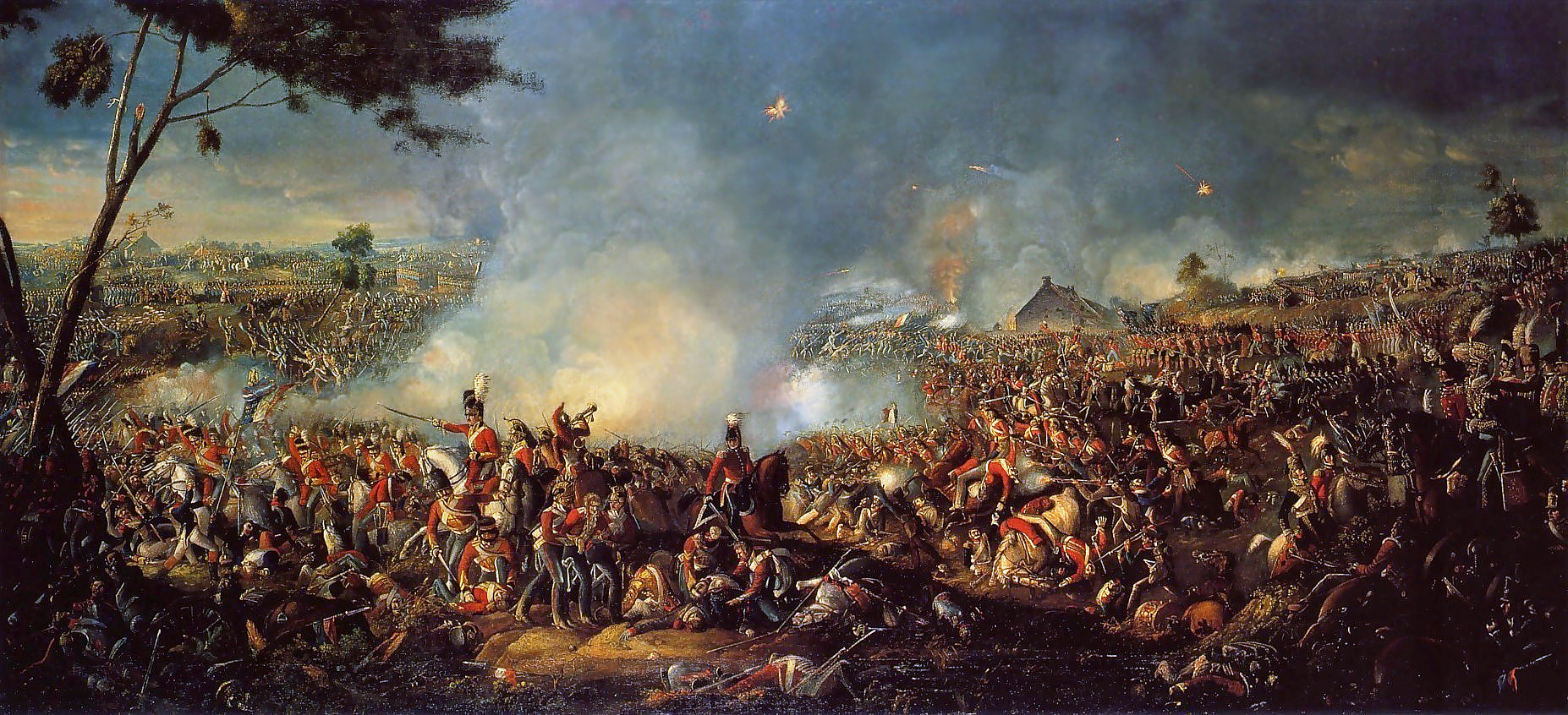
ワーテルローの戦い、1815年
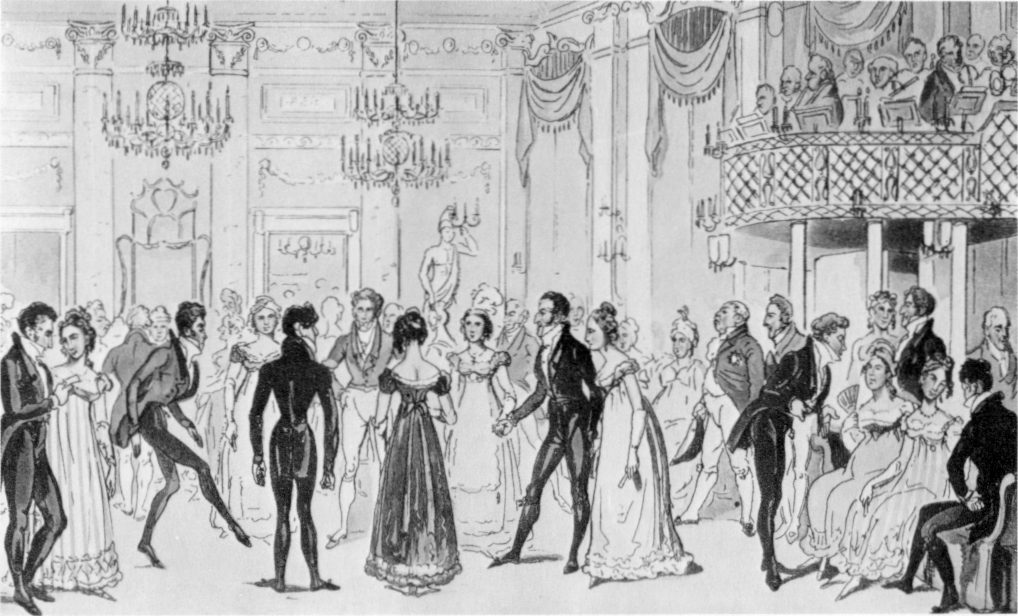
アルマクズの集会室、1805年-1825年
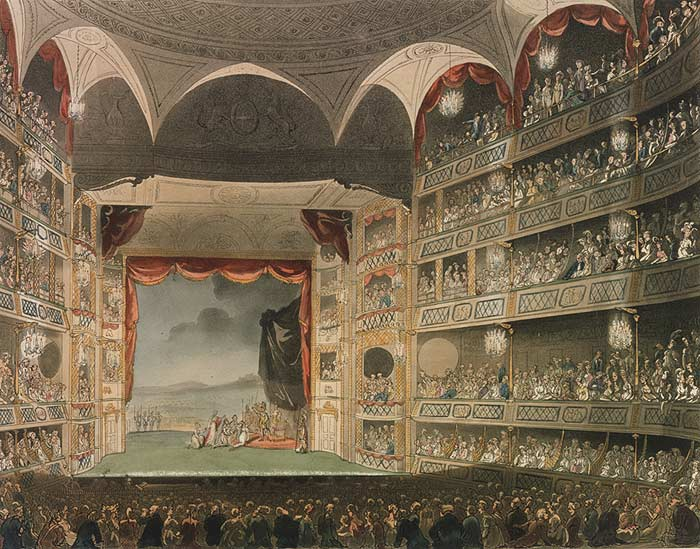
ドルリー・レーンの内装、1808年
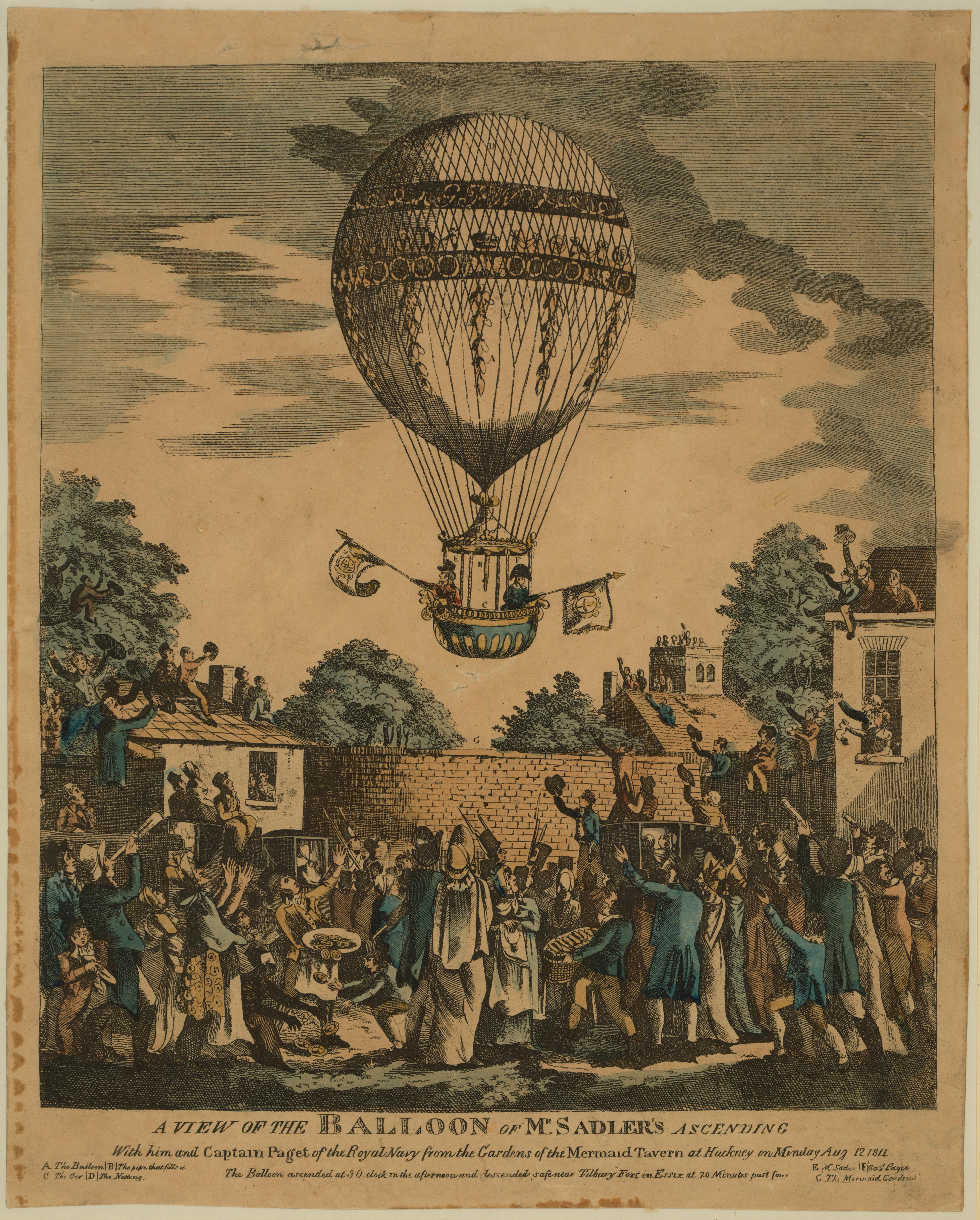
バルーンの降下、ジェームズ・サドラー、1811年
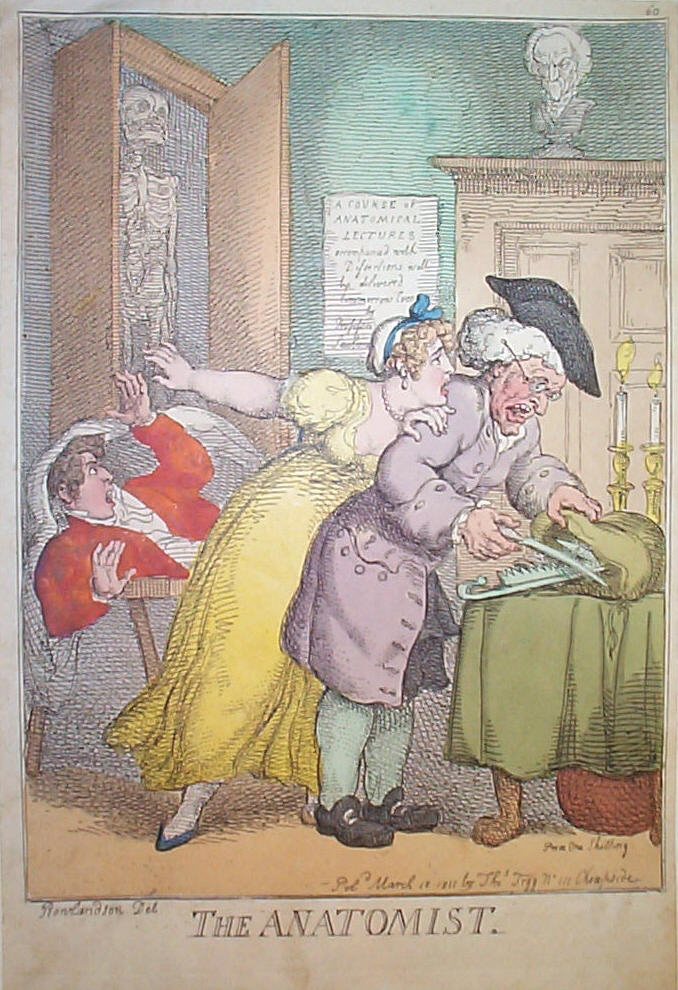
ジ・アナトミスト、トマス・ローランドソン、1811年
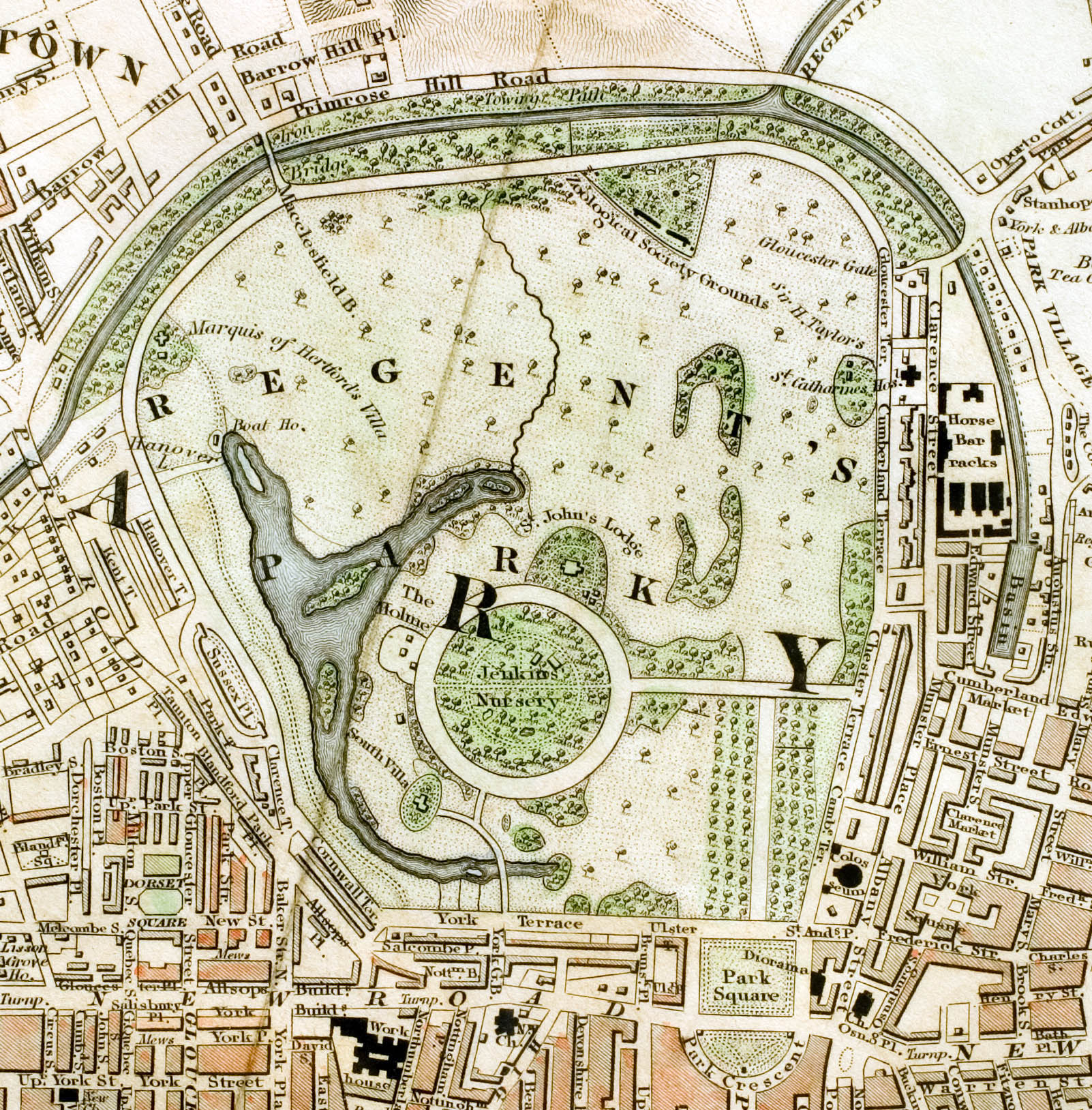
リージェンツ・パーク、シュモーリンガー・マップ、1833年
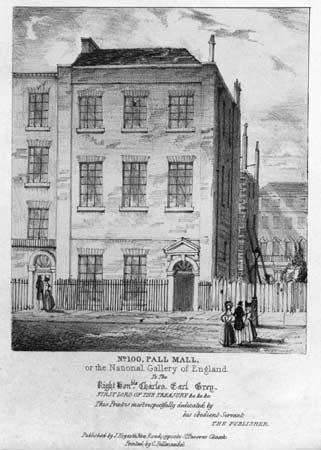
ペル・メル100番地、元ナショナル・ギャラリー、1824年-1834年
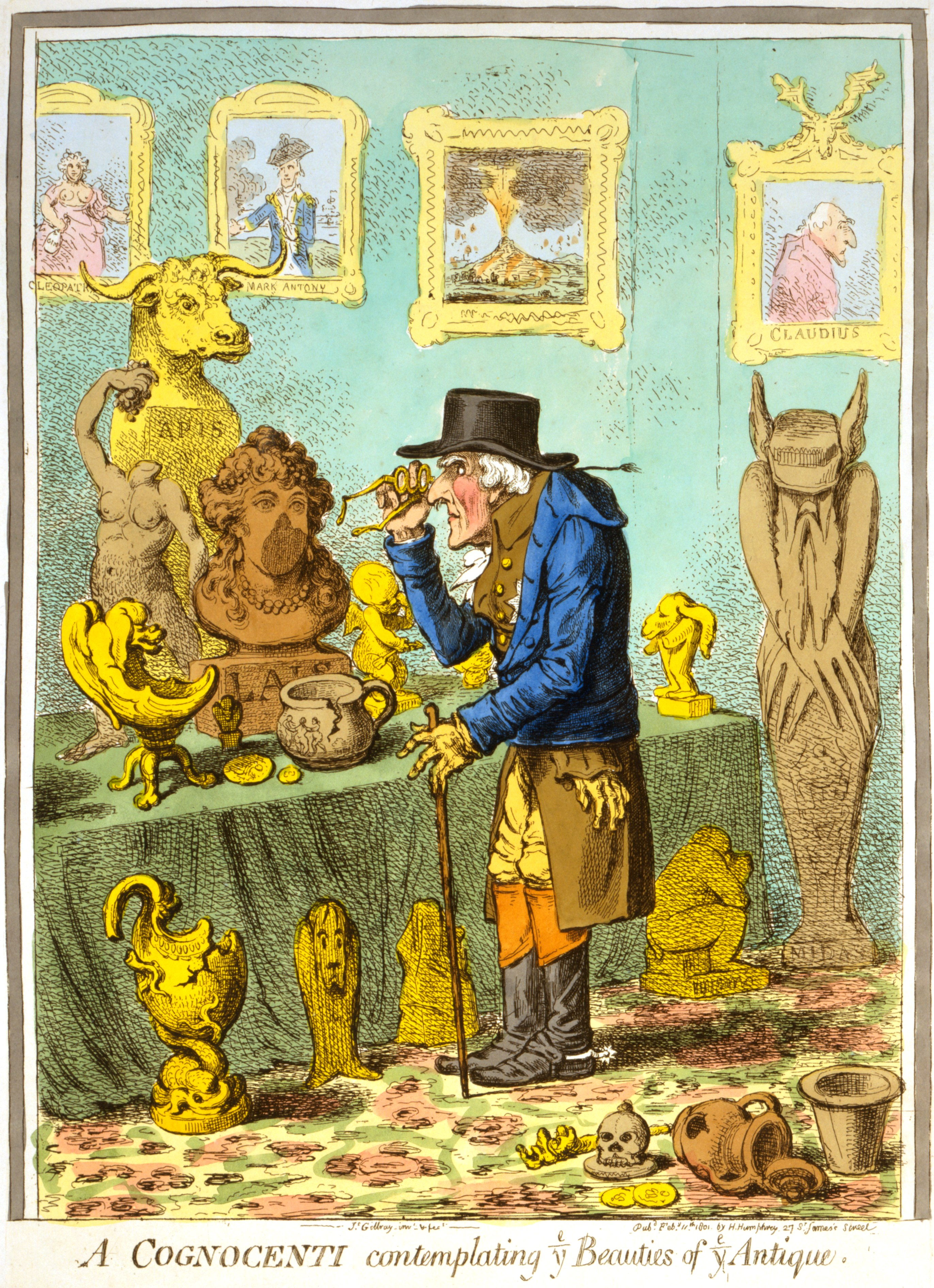
コグノセンティ、ギルレイ・カートゥーン、1801年
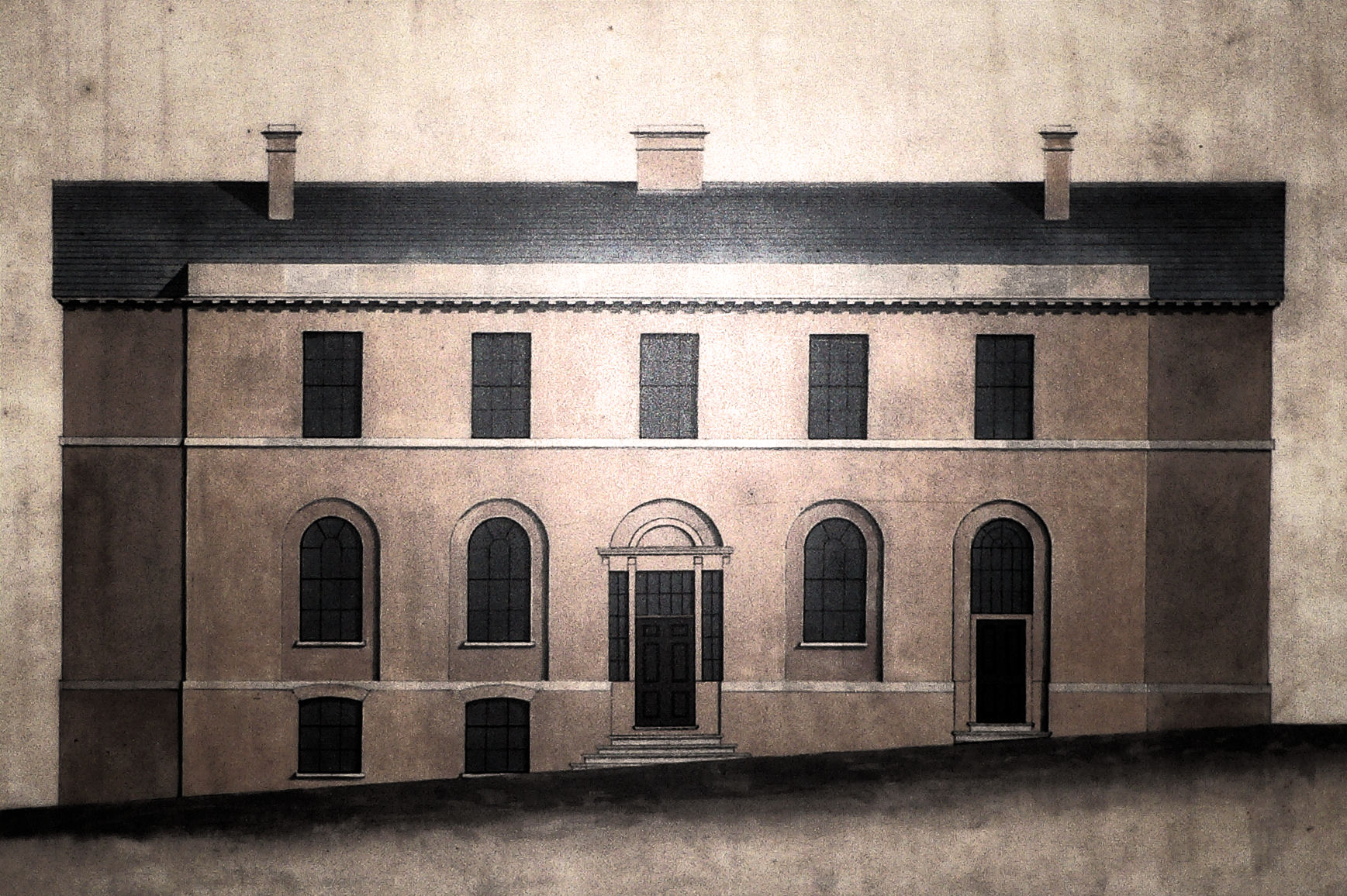
ロンドン・ドックズ税関事務所、1811年-1843年
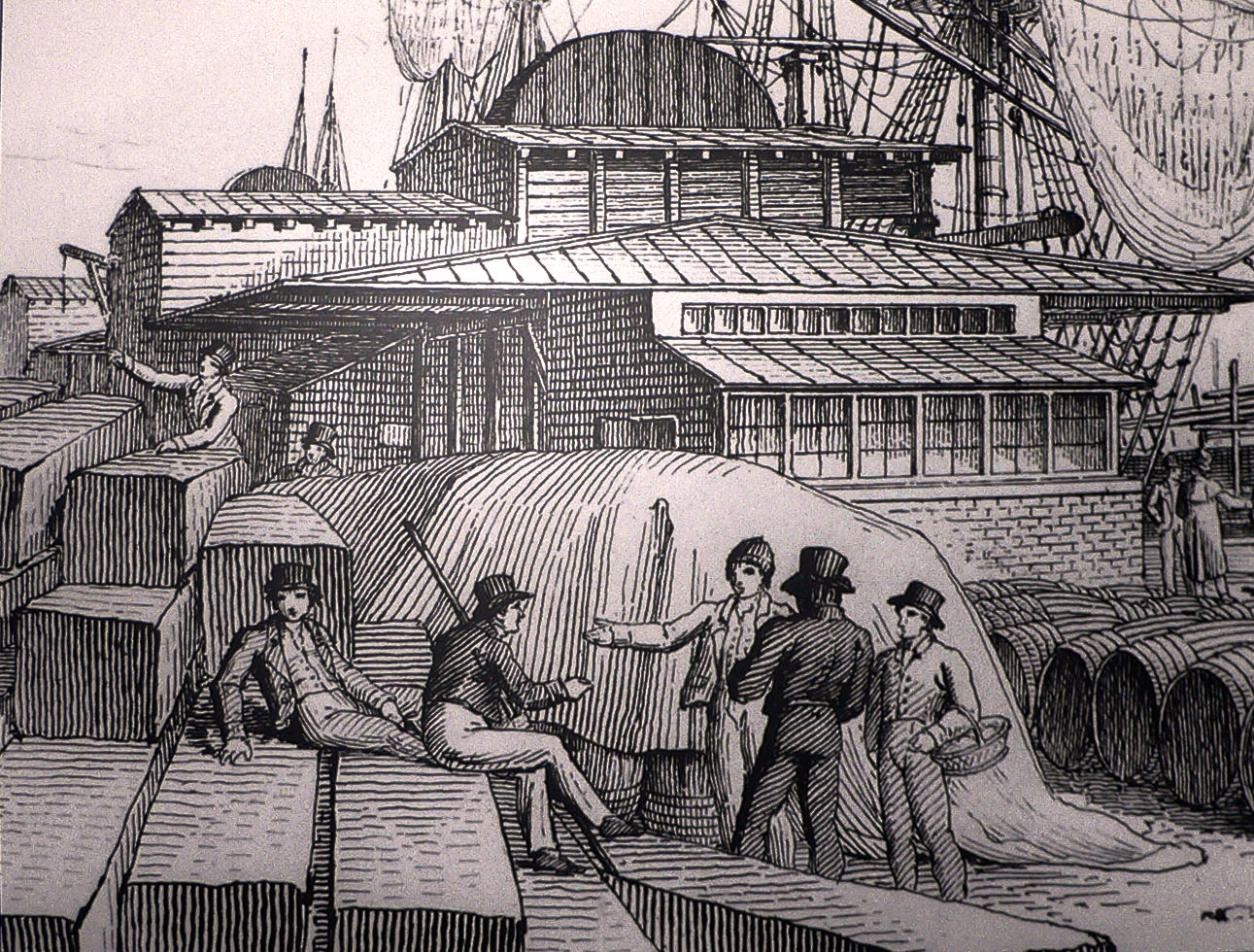
ロンドン・ドックズ税関、1820年
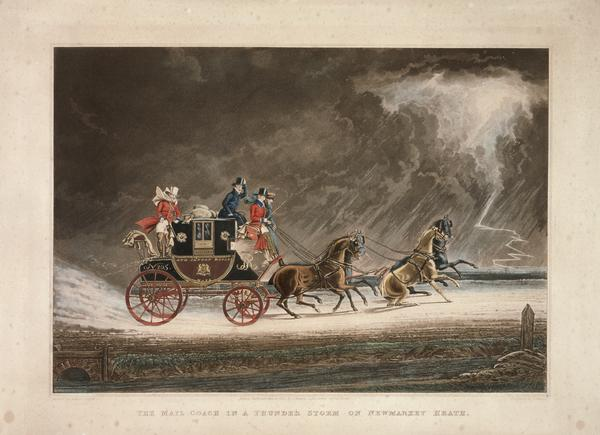
メール・コーチ、1827年
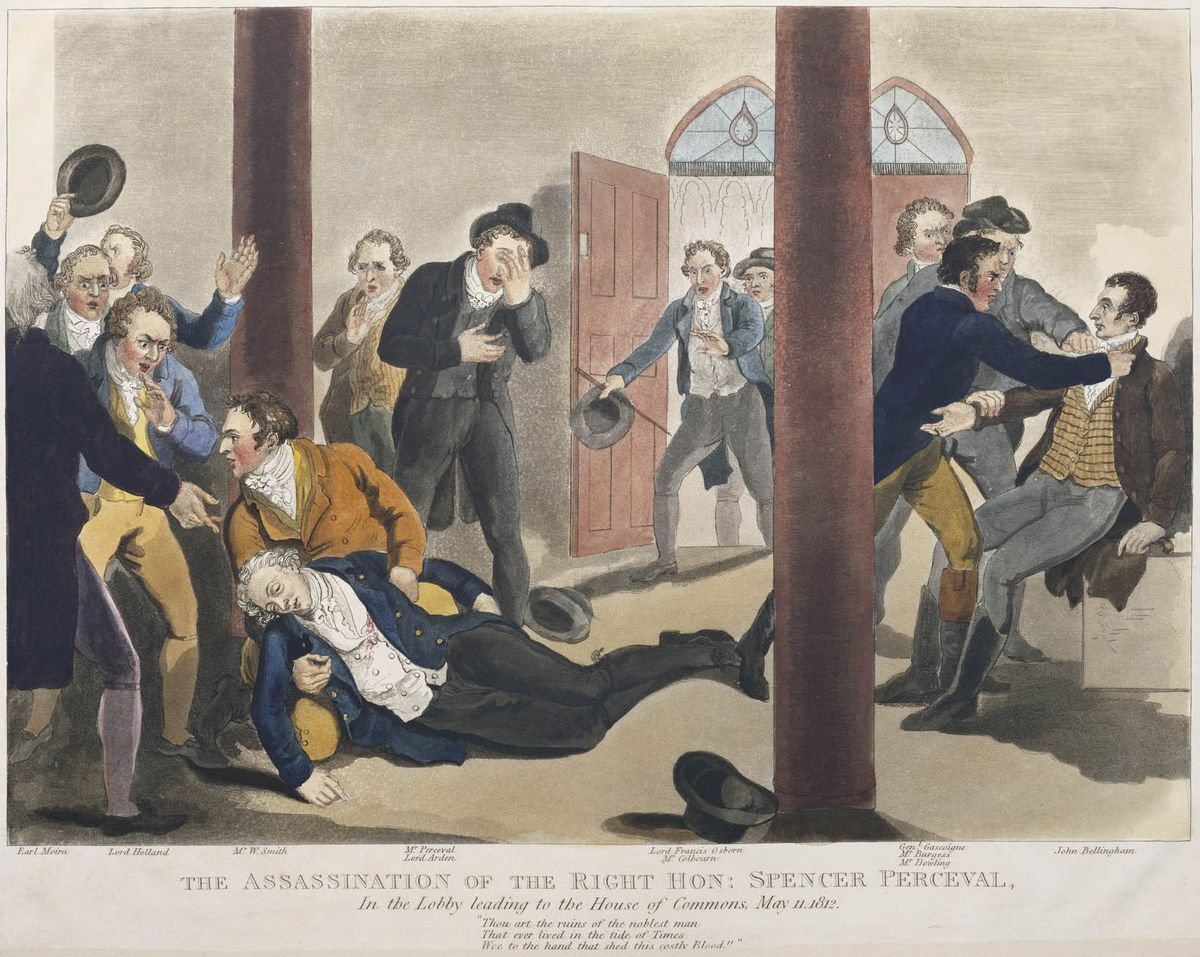
スペンサー・パーシヴァルの暗殺、1812年
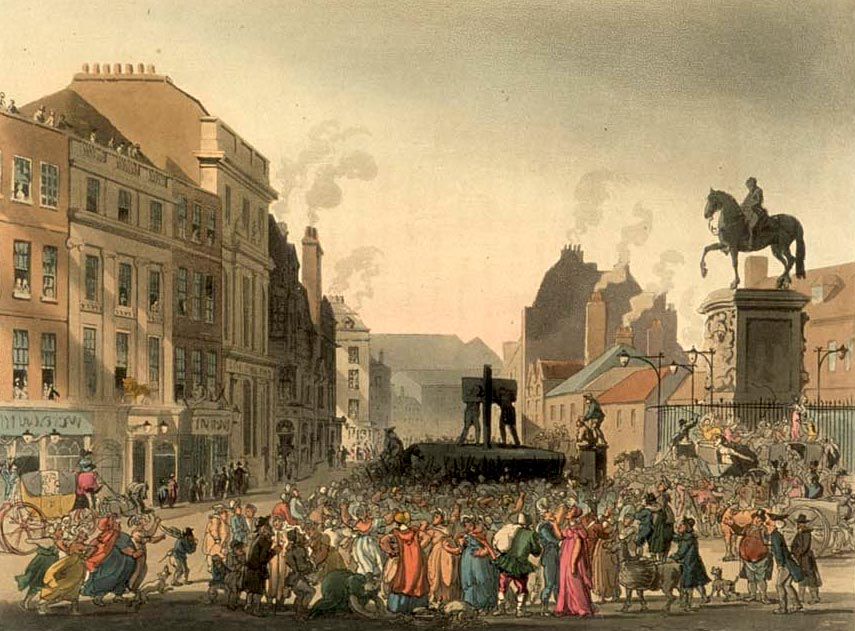
チャーリング・クロスのさらし台、アッカーマンの『ロンドンの縮図』（Microcosm of London）、1808年-1811年
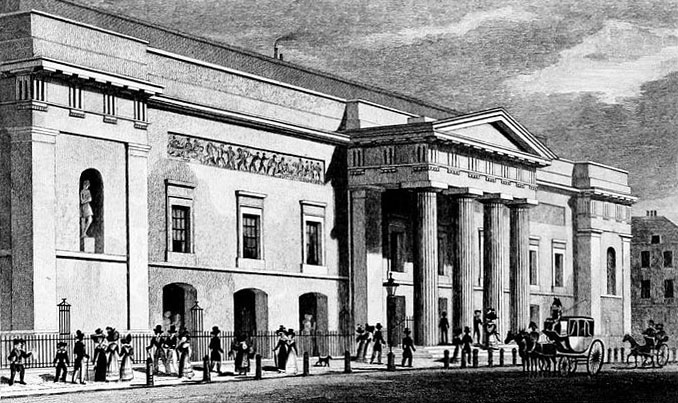
コヴェント・ガーデン劇場、1827年-1828年